# 1,2,3-Trihydroxy-9,10-anthrachinon
1,2,3-Trihydroxy-9,10-anthrachinon, auch Anthrazenbraun oder Anthragallol genannt, ist ein brauner Farbstoff, der zur Klasse der Anthrachinonfarbstoffe gehört.

## Vorkommen
1,2,3-Trihydroxy-9,10-anthrachinon kommt natürlich in den Wurzeln des Färberkrapp (Rubia tinctorum) als Glycosid vor.

## Synthese
1,2,3-Trihydroxy-9,10-anthrachinon kann durch Kondensation von Benzoesäure mit Gallussäure in Gegenwart von konzentrierter Schwefelsäure hergestellt werden. Weiterhin kann Anthrazenbraun auch durch eine Friedel-Crafts-Acylierung von Phthalsäure und 1,2,3-Trihydroxybenzol in Gegenwart von Aluminiumtrichlorid oder Zinnsalz gewonnen werden.

## Eigenschaften
1,2,3-Trihydroxy-9,10-anthrachinon ist ein kristalliner, brauner, in Wasser unlöslicher Farbstoff. Er löst sich in Alkohol und Eisessig mit bräunlichgelber Farbe und in konzentrierter Schwefelsäure mit bräunlichroter Farbe. In der Literatur existieren verschiedene Angaben zum Schmelzpunkt. Die Angaben verschiedener Autoren liegen im Bereich zwischen 313 und 315 °C. Niedrigere beobachtete Schmelzpunkte bei 310 °C resultieren möglicherweise aus unreineren Proben.

## Verwendung
1,2,3-Trihydroxy-9,10-anthrachinon findet als echtester brauner Beizenfarbstoff, zum Färben und Drucken von Wolle und Baumwolle Anwendung.